# إسبن همر
إسبن همر (بالنرويجية البوكمول: Espen Hammer)‏ هو فيلسوف نرويجي، ولد في 17 مارس 1966.